# Holger Krostitz

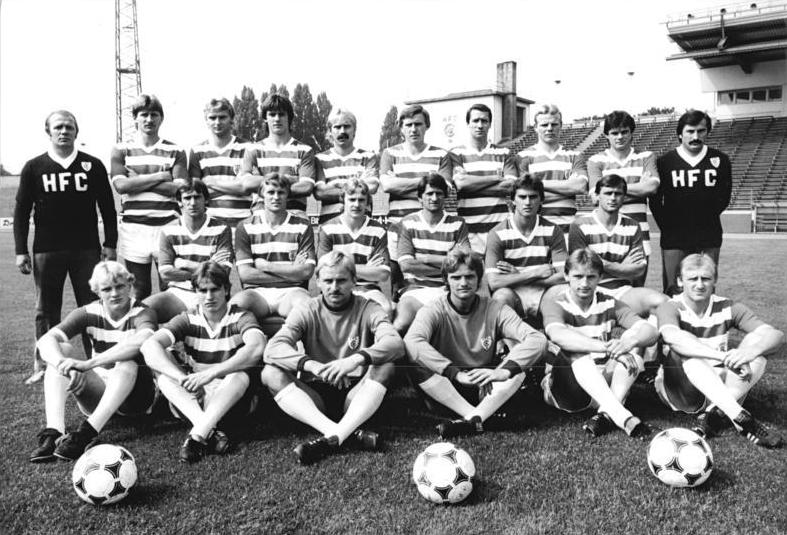
Holger Krostitz (vorne reihe, erster von rechts) mit HFC Chemie in 1983

Holger Krostitz (* 29. April 1955) ist ein ehemaliger deutscher Fußballspieler. Von 1974 bis 1984 spielte er für den Halleschen FC Chemie in der DDR-Oberliga, der höchsten Spielklasse im DDR-Fußball.

## Sportliche Laufbahn
Im Alter von acht Jahren wurde Holger Krostitz in die Schülermannschaft des SC Chemie Halle aufgenommen. In der Saison 1973/74 bestritt er für den Halleschen FC Chemie, dem Nachfolger der Fußballsektion des SC Chemie, in der zweitklassigen DDR-Liga die ersten Punktspiele im DDR-weiten Männerspielbetrieb. Damit war er auch am Aufstieg der Hallenser in die Oberliga beteiligt. Zur Saison 1974/75 wurde er für das Stammaufgebot der Oberligamannschaft benannt, kam aber erst in der Rückrunde zu acht Punktspieleinsätzen. Dabei vertrat er den zur Nationalen Volksarmee einberufenen Roland Nowotny als Mittelfeldspieler. Zuvor hatte er mit der zweiten Mannschaft des HFC in der drittklassigen Bezirksliga gespielt, die am Saisonende in die DDR-Liga aufstieg. Obwohl Krostitz auch für die Spielzeit 1975/76 wieder als Oberligastammspieler angekündigt worden war, kam er in der Oberliga nicht zum Einsatz und sicherte dafür der zweiten Mannschaft mit 16 Einsätzen und fünf Toren bei 22 Punktspielen den Klassenerhalt. Zum ersten Mal wirklich Stammspieler der ersten Mannschaft wurde er 1976/77. Zunächst als Ersatzspieler aufgeboten, übernahm er vom elften Oberligaspieltag die Position von Stürmer Norbert Nachtweih, der sich in die Bundesrepublik abgesetzt hatte. Bis zum Ende der Spielzeit 1980/81 konnte Kostritz seinen Stammplatz als Angreifer behaupten, innerhalb von fünf Spielzeiten verpasste er nur acht Oberligaspiele. Zwischen 1978 und 1981 wurde er mit 43 Treffern jeweils Torschützenkönig des HFC. 1979 bestritt er mit der Fußball-Olympiaauswahl der DDR drei Testspiele (ein Tor). 1980 gehörte er kurzfristig zum Kader der DDR-Nationalmannschaft, kam dort aber nicht zum Einsatz. Im November 1981 wurde er für 18 Monate zum Armeewehrdienst einberufen. 1983/84 übernahm er mit 22 Oberligaeinsätzen sofort wieder seinen angestammten Platz im Angriff des HFC. Dabei gelangen ihm jedoch nur zwei Tore und die Hallenser stiegen aus der Oberliga ab. Es brauchte zwei Spielzeiten, bis die Rückkehr in die Oberliga gelang. In der ersten Liga-Saison 1984/85 absolvierte Kostritz 20 der 34 Punktspiele und war mit drei Treffer erneut torarm. Nach der Rückrunde der Saison 1985/86 verließ er den HFC, für den er 163 Oberligaspiele bestritten und 51 Tore erzielt hatte. Hinzu kamen 57 Spiele in der DDR-Liga mit 13 Toren. Er wechselte zum DDR-Ligisten Chemie Buna Schkopau, wo er bis 1990 weitere 130 Spiele in der DDR-Liga absolvierte und 22 Tore schoss. Nach der deutschen Wiedervereinigung zog sich Schkopau in die Verbandsliga zurück und Holger Krostitz beendete seine Fußballerlaufbahn im höherklassigen Fußball.